# Michael Bloomberg
Michael Rubens Bloomberg (* 14. února 1942) je americký podnikatel a politik. V letech 2002 až 2013 byl starostou New Yorku.

## Život
Narodil se do rodiny Wiliama Henry Bloomberga (1906–1963) a jeho ženy Charloty, rozené Rubens (1909–2011). Vystudoval nejprve elektroinženýrství, až potom se začal věnovat obchodu a podnikání. Byl zaměstnancem softwarové společnosti, v roce 1981 založil vlastní agenturu na poskytování ekonomického zpravodajství, nynější agenturu Bloomberg. Stal se jedním z nejbohatších Američanů, podle žebříčku magazínu Forbes mu v roce 2008 patřilo desáté místo díky majetku asi 20 miliard dolarů.
Dlouhá léta byl demokratem, ale před prvními volbami do funkce newyorského starosty přestoupil do tábora republikánů. Přesto si dál ponechával své liberální názory. V červnu 2018 se nechal slyšet, že bude investovat 80 milionů dolarů do demokratických kandidátů ve volbách v polovině funkčního období v roce 2018.

### Starosta New Yorku
Jednou z významných Bloombergových priorit v prvním volebním období bylo obnovení stavby na místě World Trade Center zničeného při teroristických útocích 11. září 2001. Dokázal ale také zlepšit ekonomickou situaci města, dopravu, snížit kriminalitu a byl obecně hodnocen pozitivně. Ve funkci starosty nebyl placený, pobíral pouze symbolický plat jeden americký dolar ročně.
Svou funkci bezpečně obhájil ve volbách v roce 2005. Ve volební kampani utratil podle odhadů až 100 milionů dolarů.
V roce 2008 se o něm uvažovalo jako o možném vážném kandidátovi na prezidenta, ale nakonec oznámil, že kandidovat nehodlá.
V říjnu 2008 prosadil v radě města New Yorku změnu zákona, aby mohl kandidovat ještě potřetí do funkce starosty, což zdůvodnil požadavky probíhající ekonomické krize.
V listopadu 2009 byl potřetí zvolen starostou New Yorku, a to překvapivě těsně (51 % hlasů), ačkoli do volební kampaně investoval 100 milionů dolarů.
V úřadu skončil 31. prosince 2013 a jeho nástupcem se stal demokrat Bill de Blasio.

### Kandidatura na prezidenta USA
V březnu 2019 Bloomberg oznámil, že nebude kandidovat na prezidenta USA v roce 2020. I přesto 24. listopadu 2019 změnil názor a oficiálně se připojil do boje o Bílý dům jako demokrat. Po nepovedených únorových debatách s dalšími demokratickými kandidáty a ještě větším neúspěchu v primárkách o podporu ve 14 státech odstoupil z boje 4. března 2020 a veřejně podpořil Joe Bidena. Podle údajů z oficiální kampaně Bloomberg utratil za necelé čtyři měsíce v kampani rekordních půl miliardy amerických dolarů (12,4 miliard Kč) ze svých vlastních zdrojů.

## Soukromý život
Byl ženatý, ale od roku 1993 je rozvedený. Z manželství má starší dceru Emmu Beth Bloomberg (*1979) a mladší dceru Georginu Leigh Bloomberg (*1983). Od roku 2000 je jeho přítelkyní Diana Lancaster Taylor (*1955).